# László Tábori
László Tábori (ur. 6 lipca 1931 w Koszycach, zm. 23 maja 2018 w Los Angeles) – węgierski lekkoatleta, średnio– i długodystansowiec. Od 1956 mieszkał i pracował w Stanach Zjednoczonych.
Urodził się jako László Talabircsuk. Był jednym z trzech węgierskich biegaczy, których trenował Mihály Iglói (pozostali to Sándor Iharos i István Rózsavölgyi).
28 maja 1955 w Londynie jako trzeci biegacz w historii przebiegł dystans 1 mili w czasie poniżej czterech minut (poprzednio uczynili to Roger Bannister i John Landy). Jego czas 3:59,0 był nowym rekordem Europy. Wyprzedził wówczas Brytyjczyków Chrisa Chatawaya i Briana Hewsona, którzy również uzyskali wyniki poniżej 4 minut. 6 września tego roku w Oslo Tábori wyrównał czasem 3:40,8 rekord świata w biegu na 1500 metrów, który należał do Sándora Iharosa.
Dwukrotnie poprawiał rekord świata w sztafecie 4 × 1500 metrów, najpierw 14 lipca 1954 w Budapeszcie czasem 15:21,1, a następnie 29 września 1955, również w Budapeszcie, czasem 15:14,8 (w obu przypadkach razem z Táborim biegli Iharos, Rózsavölgyi i Ferenc Mikes).
Tábori zwyciężył w biegu na 1500 metrów na akademickich mistrzostwach świata rozgrywanych podczas V Światowego Festiwalu Młodzieży i Studentów w Warszawie. Rok wcześniej na akademickich mistrzostwach świata w Budapeszcie zajął 2. miejsce w biegu na 5000 metrów.
Wystąpił na igrzyskach olimpijskich w 1956 w Melbourne. W tym czasie Armia Radziecka tłumiła powstanie węgierskie, co negatywnie wpłynęło na koncentrację węgierskich zawodników. Tábori zajął 4. miejsce w biegu na 1500 metrów i 6. miejsce w biegu na 5000 metrów. Po igrzyskach zdecydował się pozostać w Australii wraz z trenerem Iglói, a wkrótce potem zamieszkali w Stanach Zjednoczonych.
Uprawiał wyczynowo biegi do 1962. Później projektował wózki inwalidzkie, sprzedawał buty sportowe, a od 1967 był trenerem biegów w Los Angeles.
Tábori był mistrzem Węgier w biegu na 1500 metrów, sztafecie 4 × 800 metrów i sztafecie 4 × 1500 metrów w 1955. Był również mistrzem Wielkiej Brytanii (AAA) w biegu na milę w 1960 oraz mistrzem Stanów Zjednoczonych (AAU) w biegu na 3 mile w 1961.
W 1990 otrzymał Bislett Medal przyznawany za najlepsze występy na Bislett Stadion.